# Фізикалізм
Фізикалі́зм (від нім. Physikalismus) — метафізична теза, введене близько 1930 року Рудольфом Карнапом, яка заявляє, що все, що існує, є фізичним, а отже, трактується законам фізики, або, іншими словами, що між властивостями всіх реально об'єктів, котрі існують та їхніми фізичними властивостями існує відношення залежності (Супервенція). Отже, фізикалізм є моністичною позицією, яка — на відміну від дуалістичної, плюралістичної та ідеалістичної позицій — передбачає лише одну фундаментальну субстанцію.
Фізикалізм ґрунтується на переконанні, що закони спостережуваного світу поширюються і на внутрішній ментальний світ спостерігача. Ця ідея має статус парадигми, оскільки суперечить повсякденному досвіду нематеріальної, неподільної та вільної психіки. Втім, усі спроби пояснення є дуже суперечливими. Багато представників сучасного фізикалізму стверджують, що зв'язок між розумом і тілом можна порівняти зі зв'язком між біологією і фізикою: наприклад, хоча еволюцію можна пояснити лише з біологічного погляду, вона повністю ґрунтується на фізичних принципах. У зв'язку з цим є підстави припустити, що проблеми невизначеності та суб'єктивності розуму або ментальної причинності також можуть бути вирішені.
Фізикалізм тісно пов'язаний з матеріалізмом. У сучасних систематичних дискусіях говорять про фізикалізм, а не про матеріалізм, оскільки багато конотацій «матеріалістичних» класичних позицій не належать до сучасного вужчого поняття фізикалізм.

## Онтологічний фізикалізм
Онтологічний або метафізичний фізикалізм належать до набору онтологічних доктрин, які стверджують, що всі сутності, які існують у світі, у загальному підсумку є фізичними сутностями, які можуть або могли б, в принципі, бути описаними фізичними науками, і чиї причинно-наслідкові взаємодії повністю підпорядковуються фізичним законам.
Ця форма фізикалізму відповідає сучасній формі матеріалізму і була вперше розроблена як філософська система О. Куайном у 1950-х роках. Вона явно протистоїть картезіанському дуалізму і намагається примирити матеріалізм з ментальними концепціями нашого спільного розуміння розуму. Метафізична теза фізикалізму, згідно з якою існують лише фізичні сутності або властивості, передбачає, що ментальні сутності, якщо вони існують, не мають особливого онтологічного статусу. Зараз існує досить широкий консенсус щодо цієї тези в аналітичній метафізиці та філософії розуму, але вона також має своїх опонентів серед авторитетних сучасних філософів розуму, таких як Томас Нейґел та Девід Чалмерс.

### Редукціоністський фізикалізм
Особливо сильну версію фізикалізму запропонували У. Плейс (англ. Ullin Place) і Дж. Дж. С. Смарт (англ. John J. C. Smart) для розв'язання питання про природу розуму в матеріалістичних рамках. Це теорія, знана як «тотожність типів» (англ. type identity) або теорія психофізичної тотожності. Вона значною мірою натхненна моделлю міжтеоретичної редукції в науках. Психологія мислиться як теорія високого рівня, що в принципі зводиться до фізико-хімічної теорії станів і процесів мозку. Типи сутностей і властивостей, які постулює психологія, ототожнюються з типами сутностей або мозкових процесів. Це ототожнення полягає в систематичному зіставленні психологічних понять з поняттями нейробіології і в такий спосіб пов'язує їх з ще фундаментальнішими поняттями фізики та хімії. Природу психічних сутностей та їхню причинну силу неможливо пояснити без такої хоча б теоретичної редукції та ототожнення психології з дискурсом, що стосується структури та діяльності мозку.
Елімінативістський матеріалізм — це ще радикальніша версія фізикалізму, яка ставить під сумнів можливість такої редукції і тому пропонує вилучити ментальні поняття зі словника фізикалістської мови. На думку Патриції Черчленд, наші ментальні концепції походять з нашої наївної повсякденної психології, задуманої як протонаукова емпірична теорія, яка є застарілою і значною мірою помилковою. Поняття і твердження цієї психології, оскільки вони радикально відрізняються від понять і тверджень фізики, хімії та біології (зокрема, нейронауки), не можуть бути перекладені слово за словом на фундаментальнішу наукову мову, як, наприклад, поняття, визначені нейробіологією. Тому вони повинні бути усунуті і замінені науково обґрунтованими і редукованими категоріями нейронауки.

### Нередукціоністський фізикалізм

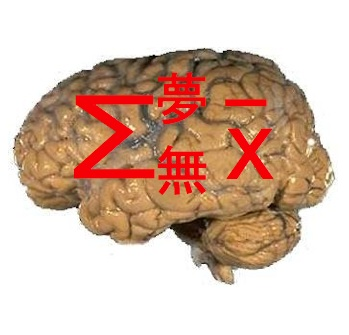
Для функціоналізму людський мозок і розум перебувають у таких самих відносинах, як комп'ютер і комп'ютерна програма, яку він виконує.

Починаючи з 1970-х років, багато філософів розуму відстоювали ідею про те, що сумісність психологічного дискурсу з фізикалізмом не вимагає зведення психології до фізичних наук.
Аномальний монізм, який запропонував Дональд Девідсон, визнає, що кожен конкретний ментальний процес («подія») ідентичний конкретному фізичному процесу; іншими словами, він визнає, що ментальні поняття відносяться до тих самих подій, що й фізичні поняття. Таким чином, він приймає теорію «тотожності знаків». Однак Девідсон вважає, що ментальні поняття не зводяться до фізичних понять. Суворі причинно-наслідкові закони існують лише на фізичному рівні. Натомість психологічні описи та пояснення поведінки діють у межах, по суті, нормативної та цілісної структури, яка апелює до «причин» або «мотивів» дії, а не до причин поведінки. Якщо, за Девідсоном, ментальні процеси справді є причинами фізичних процесів, то лише тією мірою, якою вони є фізичними подіями, а не через властивості, які описують ментальні концепції. Це означає виключення ментальних властивостей з фізикалістської онтології.
Функціоналізм, особливо у версії Джеррі Фодора та Гіларі Патнем, пропонує нередукціоністську форму фізикалізму, що також ґрунтується на тотожності явищ. Вона вважає, що психічні властивості й типи психічних станів визначаються не їхньою фізичною конституцією, а їхньою функцією або «причинною роллю» у фізичній системі, що взаємодіє з навколишнім середовищем. Внутрішні стани складної штучної машини, такої як комп'ютер, теоретично можуть відігравати таку ж роль, як і людський мозок.